# Dysodia hypothyris
Dysodia hypothyris är en fjärilsart som beskrevs av Dyar 1916. Dysodia hypothyris ingår i släktet Dysodia och familjen Thyrididae. Inga underarter finns listade i Catalogue of Life.